# Никола Цанев
Никола Цанев (11 декември 1939 г. – 7 октомври 2004 г.) е български футболист, нападател. Дългогодишен играч на ЦСКА (София). Една от звездите в българското първенство през 60-те години на ХХ век.
За ЦСКА има 238 мача в А група, в които бележи 118 гола. Шесткратен шампион на България и трикратен носител на националната купа. Голмайстор на А група през сезон 1963/64 с 26 попадения. Футболист с рязък удар, добра техника, бързина, пробивна сила и добър изпълнител на преки свободни удари и дузпи.

## Биография
Никола Цанев е юноша на Червено знаме (София). През 1958 г. преминава в Левски (София), където обаче играе само няколко месеца. Записва 5 мача с 1 гол в А група, както и 2 мача в турнира за националната купа.
В началото на 1959 г. Цанев преминава в ЦСКА (София), ставайки първият футболист, играл и в двата гранда на българския футбол. При „армейците“ се налага в основния състав и е един от водещите играчи на отбора през следващото десетилетие. В шест сезона е капитан на ЦСКА. Става шест пъти шампион през 1958/59, 1959/60, 1960/61, 1961/62, 1965/66 и 1968/69, както и три пъти носител на купата през 1960/61, 1964/65 и 1968/69. В турнира за купата е голмайстор на „армейците“ за всички времена с 26 попадения.
На 8 септември 1965 г. Цанев бележи гол във финала за купата срещу Левски (София), който е смятан за един от най-великите в историята на българския футбол. При резултат 1:0 за ЦСКА той преодолява с финтове няколко защитници на съперника, след което се връща назад, за втори път преодолява отбраната и тогава изпраща топката във вратата. В крайна сметка ЦСКА печели трофея след победа с 3:2.
С „армейците“ Цанев е полуфиналист в турнира за Купата на европейските шампиони през сезон 1966/67. Автор на незабравим гол във вратата на Интер в полуфинала на стадион Сан Сиро, който завършва при 1:1. В този турнир има 21 мача и 7 гола, а за КНК има 3 мача и 1 гол. Разписвал се е и срещу Ювентус, Партизан (Белград), ФК Лимерик, Олимпиакос, Гурник (Забже) и Малмьо.
Въпреки безспорните си качества и принос за ЦСКА, Цанев не успява да се наложи в националния отбор заради невероятната конкуренция по онова време. Включен е като дебютант в състава на България за Летните олимпийски игри в Рим'60. Изиграва първия си мач за националния тим именно на игрите, при победа с 3:0 срещу Турция на 26 август 1960 г. Записва общо 8 участия с 3 гола за България. Бележи първия си гол при победа с 2:1 в контрола срещу Чехословакия на 30 април 1963 г. Освен това се разписва два пъти при успех с 4:2 над Норвегия в европейска квалификация, играна на 13 ноември 1966 г.
Успоредно с футбола е състезател и по хокей на лед. Прекратява кариерата си през 1970 г. на 30-годишна възраст.
След това е треньор на Осъм (Ловеч), Шумен, Беласица и юношеската школа на ЦСКА.

## Успехи

### Клубни
ЦСКА (София)
- А група:
  -  Шампион (6): 1958/59, 1959/60, 1960/61, 1961/62, 1965/66, 1968/69

- Национална купа:
  -  Носител (3): 1960/61, 1964/65, 1968/69

- Купа на европейските шампиони:
  - Полуфиналист: 1966/67

### Индивидуални
- Голмайстор на А група: 1963/64 (26 гола)